# Povoletto
Povoletto es una localidad y comune italiana de la provincia de Údine, región de Friul-Venecia Julia, con 5.608 habitantes.

## Evolución demográfica
| Gráfica de evolución demográfica de Povoletto entre 1861 y 2001 |
|                                                                 |
| Fuente ISTAT - elaboración gráfica de Wikipedia                 |